# Carbide

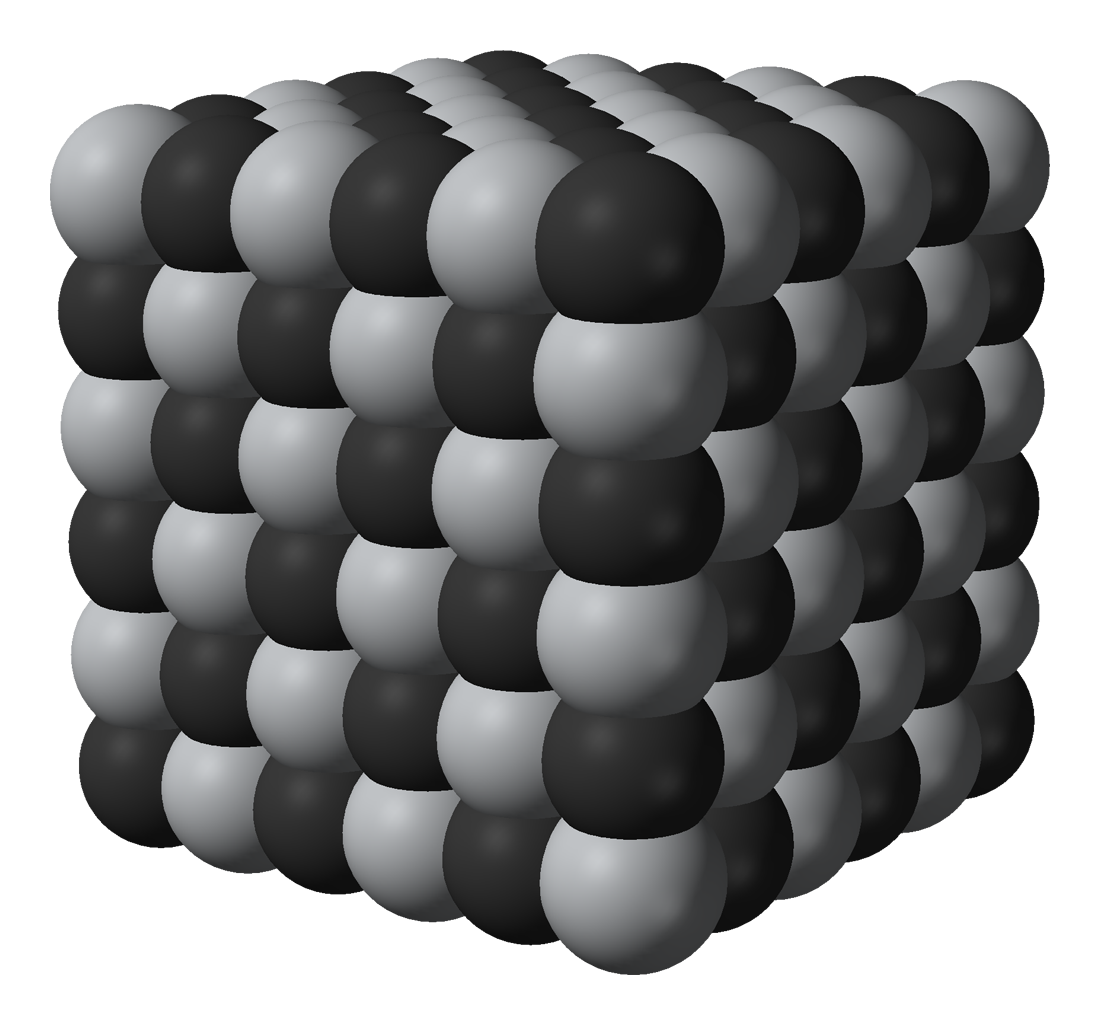
Cấu trúc mạng của titanium carbide

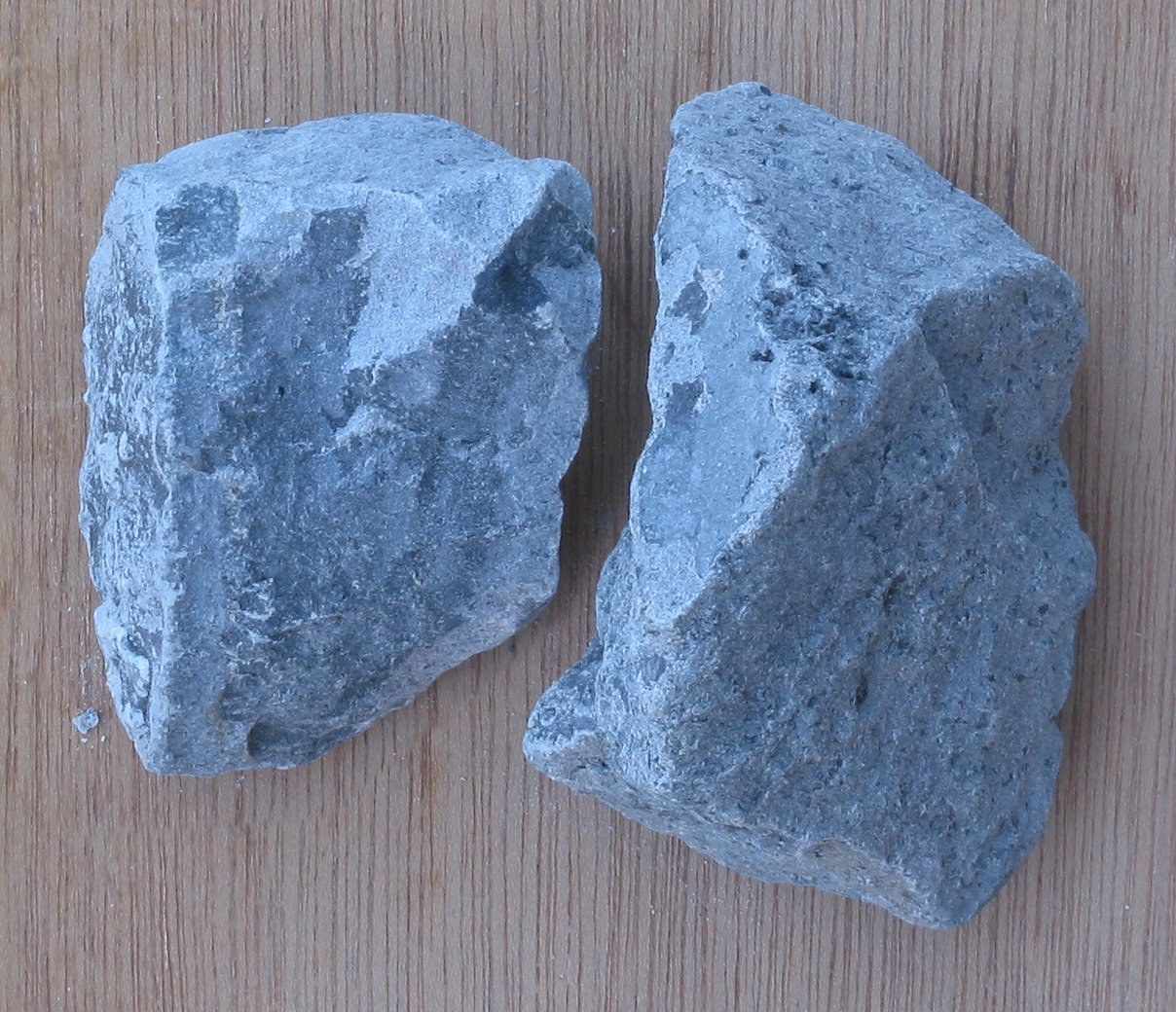
Carbide

Trong hóa học, carbide (bắt nguồn từ từ tiếng Pháp carbure /kaʁbyʁ/),, tiếng Anh: carbide) còn được viết là cacbua, được dùng để nói một cách không rõ ràng tới một trong ba loại hợp chất sau:
1. Ion đa nguyên tử C22−, hay muối bất kỳ của nó. Trong các chất này tồn tại bộ ba liên kết cộng hóa trị giữa hai nguyên tử cacbon.
2. Ion đơn nguyên tử C4−, hay muối bất kỳ của nó. Ion này là một base mạnh và nó kết hợp với bốn proton để tạo ra mêtan: C4− + 4 H+ → CH4.
3. Hợp kim chứa cacbon hay chất thêm vào trong kim loại hay chất bán dẫn, chẳng hạn như thép.

## Ví dụ
- Carbide natri (Na2C2)
- Carbide calci (CaC2)
- Carbide silic (SiC)
- Carbide wolfram (thường chỉ gọi đơn giản là carbide)
- Cementit (carbide sắt; Fe3C)

Xem Thể loại:Carbide để có danh sách các carbide.

## Các loại carbide

### Mêtua
Muối tương ứng với ion C4− có thể được gọi là mêtua. Các mêtua nói chung phản ứng với nước để tạo ra mêtan.

### Axêtylua
Muối tương ứng với ion C22− có thể được gọi là axêtylua. Axêtylua nói chung phản ứng với nước để tạo ra axêtylen.

### Carbide kẽ
Các carbide này được tạo ra với các kim loại; chúng thông thường có các tính chất của kim loại.

### Carbide cộng hóa trị
Các nguyên tố có độ âm điện tương tự như cacbon chủ yếu tạo ra các hợp chất cộng hóa trị. Ví dụ, carbide silic chủ yếu chứa liên kết cộng hóa trị; nó có cấu trúc tương tự như kim cương.

## Thuộc tính
Trong điều kiện nhiệt độ và áp suất tiêu chuẩn, các carbide kim loại phản ứng mạnh với nước để tạo ra các oxide hay hyđroxide kim loại và khí dễ cháy axêtylen, ví dụ:
CaC2 + 2H2O → C2H2 + Ca(OH)2
Đèn carbide, thường dùng trong các công việc ngầm dưới đất như khai thác mỏ và thám hiểm hang động, ngày xưa có sử dụng trong các hải đăng, hoạt động theo nguyên lý sản xuất và đốt cháy axêtylen theo nhu cầu bổ sung nước vào carbide calci (đất đèn).
Các nguồn chiếu sáng bằng khí, sử dụng khí axêtylen sinh ra từ carbide, đã được sử dụng trong một số ngôi nhà trước khi đèn dây tóc thắp sáng bằng điện được sử dụng rộng rãi. Nó cũng từng là nguồn thắp sáng chính cho xe đạp và các loại xe tải trước khi có khả năng sử dụng rộng rãi các loại đèn điện và pin. Carbide dùng ở đây còn gọi là đất đèn, là carbide calci- được điều chế trong công nghiệp bằng phản ứng của hỗn hợp than cốc và đá vôi được nung tới nhiệt độ cao trong lò hồ quang.
Tại các khu vực miền bắc, miền đông và miền nam Hà Lan và tại Bỉ thì carbide còn dùng để làm pháo hoa. Để tạo ra tiếng nổ, carbide và nước được cho vào thùng đựng sữa có đậy nắp. Nguồn kích cháy là lửa từ các ngọn đuốc. Một số làng ở Hà Lan đốt một dãy các thùng sữa được xếp thành hàng theo truyền thống.